# Burg Gamburg
Die Gamburg ob der Tauber, heute offiziell Burg und Burgpark Gamburg, auch Burg Gamburg genannt, ist eine im 12. Jahrhundert erbaute Gipfelburg in Gamburg, einem Ortsteil der Gemeinde Werbach im Main-Tauber-Kreis in Baden-Württemberg.

## Lage
Die Höhenburganlage liegt direkt über Gamburg auf dem 242,5 m hohen Schlossberg oberhalb der Tauber. Der historische Begriff Oberes Schloss entstand zur Unterscheidung der von 1568/77 bis 1806/07 getrennten Herrschaft des Unteren Schlosses Gamburg. Die Burg befindet sich seit 1546 in Privateigentum und wird bewohnt.

## Geschichte

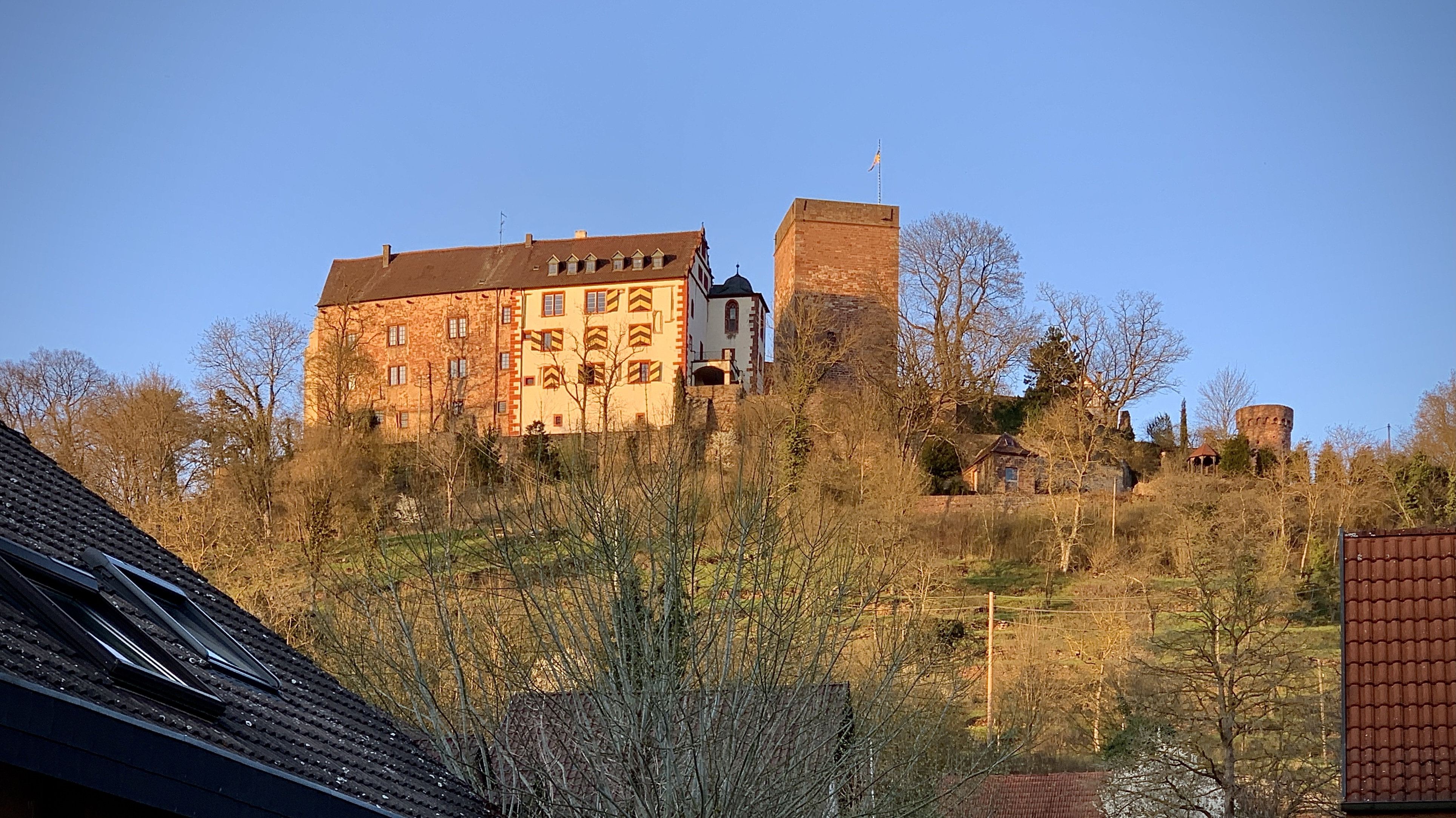
Talperspektive der Burg

Die Burg wurde Mitte des 12. Jahrhunderts von den Erzbischöfen von Mainz erbaut, erstmals 1157 als „castrum Gamburc“ erwähnt und ging gleichzeitig als Lehen von Erzbischof Arnold von Selenhofen in den Besitz des Edelfreien Beringer von Gamburg, welcher dafür dem Erzbischof die villula Brunnenbach, den heutigen Schafhof bei Bronnbach, überließ. Die Herren von Gamburg starben bereits 1219 aus und die Burg wurde danach als Amtssitz mit Burgmannen besetzt. 1225 werden die Herren von Uffenheim als Burgmannen genannt. Für 1292 und 1315 war Rudolf von Wertheim als Erbburgmann beurkundet. 1339 wurde Edelknecht Ludwig von Rieneck als Burgmann gewonnen. 1347 wurde die Burg an Henrich genannt von Salza und seiner Frau Gute verpfändet, dies eigentlich im Tausch von Burg (Schloss Dryburg) und Stadt Salza, die dieser zwei Jahre zuvor an den gleichnamigen Mainzer Erzbischof Heinrich III. von Virneburg verkauft hatte. 1358 werden je ein Drittel Anteile der Burg an die Herren von Grumbach und 1359 an die von Stettenberg verpfändet. Weitere Belehnungen, teils vom Streubesitz um die Gamburg, folgen.
1546 erwarb Eberhard Rüdt von Collenberg die Burg vom Mainzer Erzbischof durch Tausch. Danach erbten die Burg Dietrich von Hattstein (1568), Eberhard Brendel von Homburg (1570), die Vettern Hartmut der Ältere und der Mittlere von Cronberg (1590), Hartmut der Ältere von Cronberg alleine (1592), die Herren (später Freiherren) von Dalberg (1606) sowie die Freiherren (später Reichsgrafen) von Ingelheim (1722). 1936 ging die Burganlage an Emanuel Graf von Westerholt-Gysenberg.
Nach dem Zweiten Weltkrieg wurden hier Heimatvertriebene untergebracht. 1947 vermietete Graf von Westerholt-Gysenberg Teile der Burg dem Caritasverband; als Untermieter wurden 1949 die ländliche Heimvolkshochschule für Nordbaden und 1957 eine Förderschule für Aussiedler aufgenommen. Seit 1980 ist die Burg im Eigentum der Familie von Mallinckrodt.

## Anlage

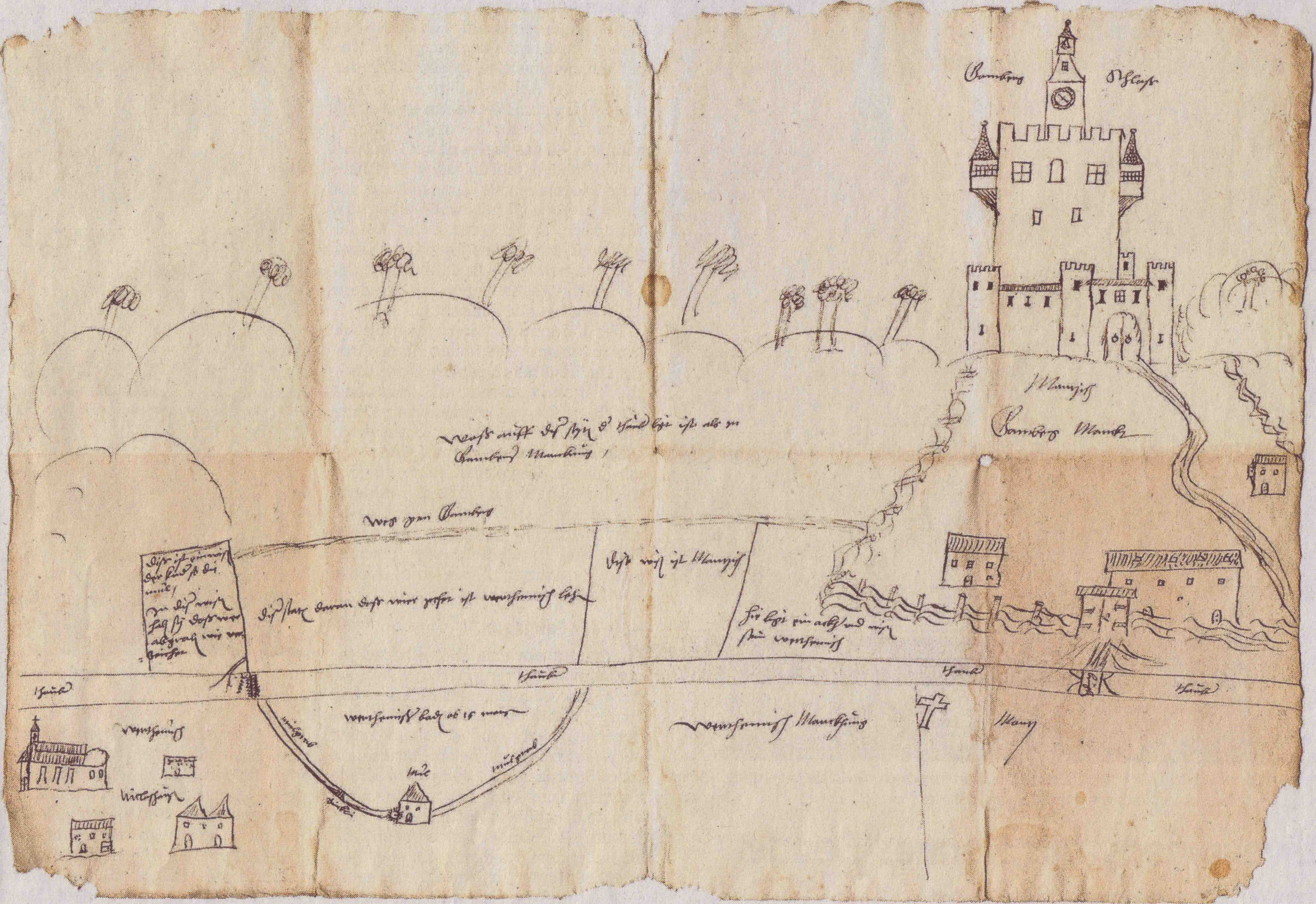
Darstellung der Gamburg mit Ort (um 1530)

Im Zentrum der Burganlage mit beinahe ovalem Grundriss steht der romanische Bergfried mit einer Grundfläche von ca. 10 × 10 Metern und einer Mauerstärke von ca. 3 Metern; anders als viele Türme gleicher Zeitstellung weist er kein Buckelquaderwerk, sondern glatte Außenwände auf, die ursprünglich verputzt waren. Um den Innenhof gruppieren sich die ehemaligen Stallungen, das so genannte Försterhaus sowie das gegenüberliegende „Schloss“, bestehend aus dem Kapellenturm, dem Palas, dem Mittleren Bau sowie dem Hinteren Bau, in dem sich seit 1921 eine Kapelle befindet. Die Kernburg umgab eine Zwingeranlage mit sechs halbrunden Schalentürmen, einem runden Eckturm, einem äußeren Tor mit zwei Rundtürmen sowie der später zu einem barocken Burgpark gestaltete Halsgraben.
Im Gegensatz zu vielen anderen Burgen wurde die Gamburg zwar, wie z. B. in der Renaissance, einige Male umgebaut, doch wurde sie nie zerstört und war allzeit bewohnt. Auch im Bauernkrieg blieb sie dank des persönlichen Einschreitens Götz von Berlichingens als eine der wenigen Burgen unversehrt.

## Der Palas mit den romanischen Wandmalereien
Ende des 12. Jahrhunderts wurde auf der Gamburg ein Saalgeschossbau errichtet, der über dem Kellergeschoss zwei weitere repräsentative und ungeteilte Geschosse besaß. Bauherr war vermutlich Beringer der Jüngere von Gamburg um 1180. Der Saal im ersten Obergeschoss besitzt eine Grundfläche von 126 m². Er verfügte ursprünglich über eine Fußbodenheizung und ungewöhnlich weite romanische Doppelarkaden, die mit ihrer Bemalung teilweise erhalten sind.
Die 1986 entdeckten spätromanischen szenischen Malereibefunde des Palas gehören zu den ältesten erhaltenen profanen Wandmalereien nördlich der Alpen. Im Zusammenhang der Besitzergeschichte der Burg sind sie mit Sicherheit vor 1219 entstanden. Die nur teilweise erhaltenen Wandmalereien sind mit lateinischen und deutschen Inschriften versehen und erzählen in Form einer fortlaufenden Bildergeschichte Begebenheiten aus dem Dritten Kreuzzug unter Kaiser Friedrich I. Barbarossa. Beringer d. J. von Gamburg war beim Dritten Kreuzzug mit dabei gewesen und ist als Auftraggeber der Malereien anzusehen. Er hatte sich den Truppen des Würzburger Bischofs Gottfried von Spitzenberg-Helfenstein angeschlossen, der zuvor kaiserlicher Hofkanzler gewesen war.

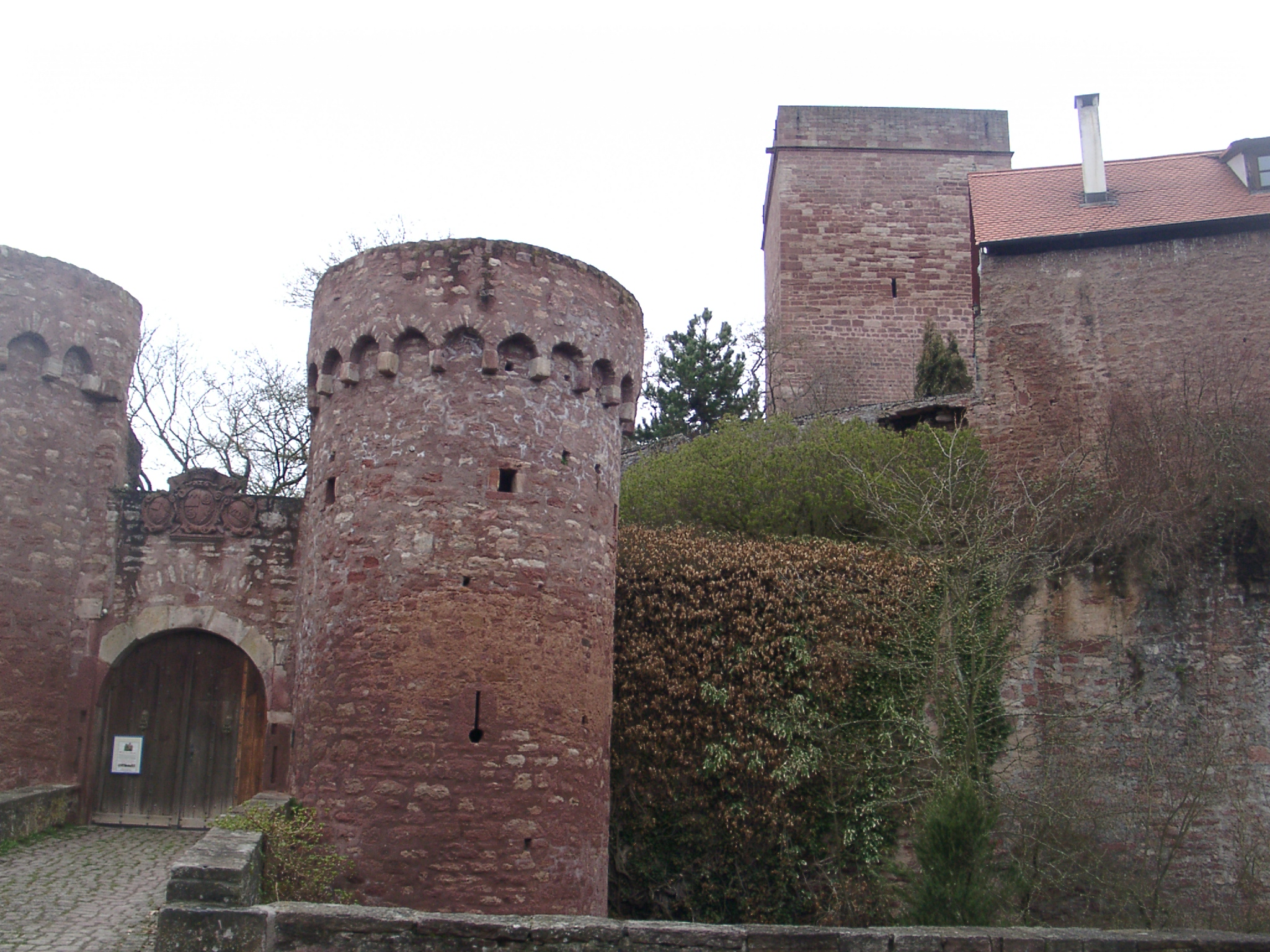
Eingangsbereich der Burg
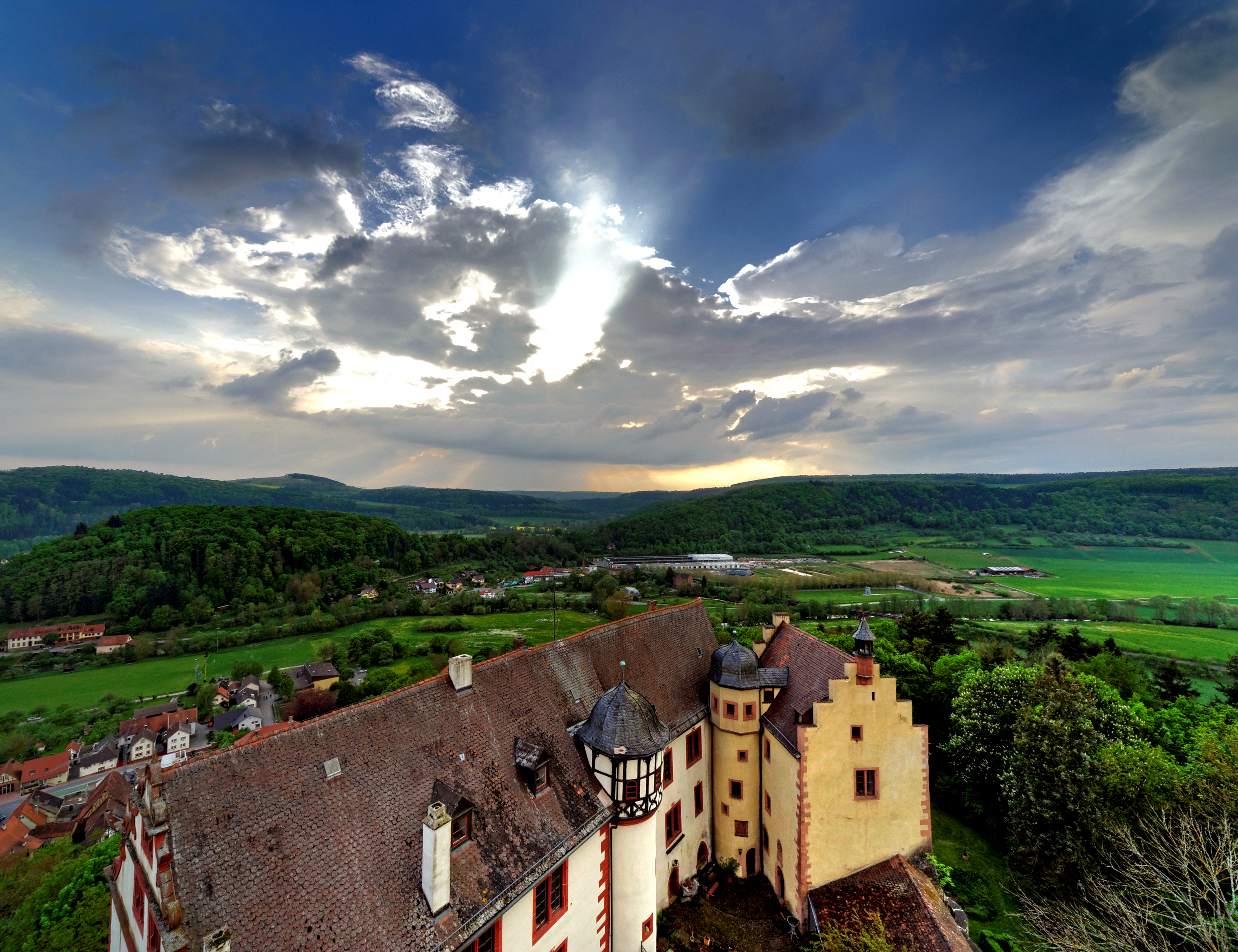
Die Gamburg vom Bergfried aus gesehen
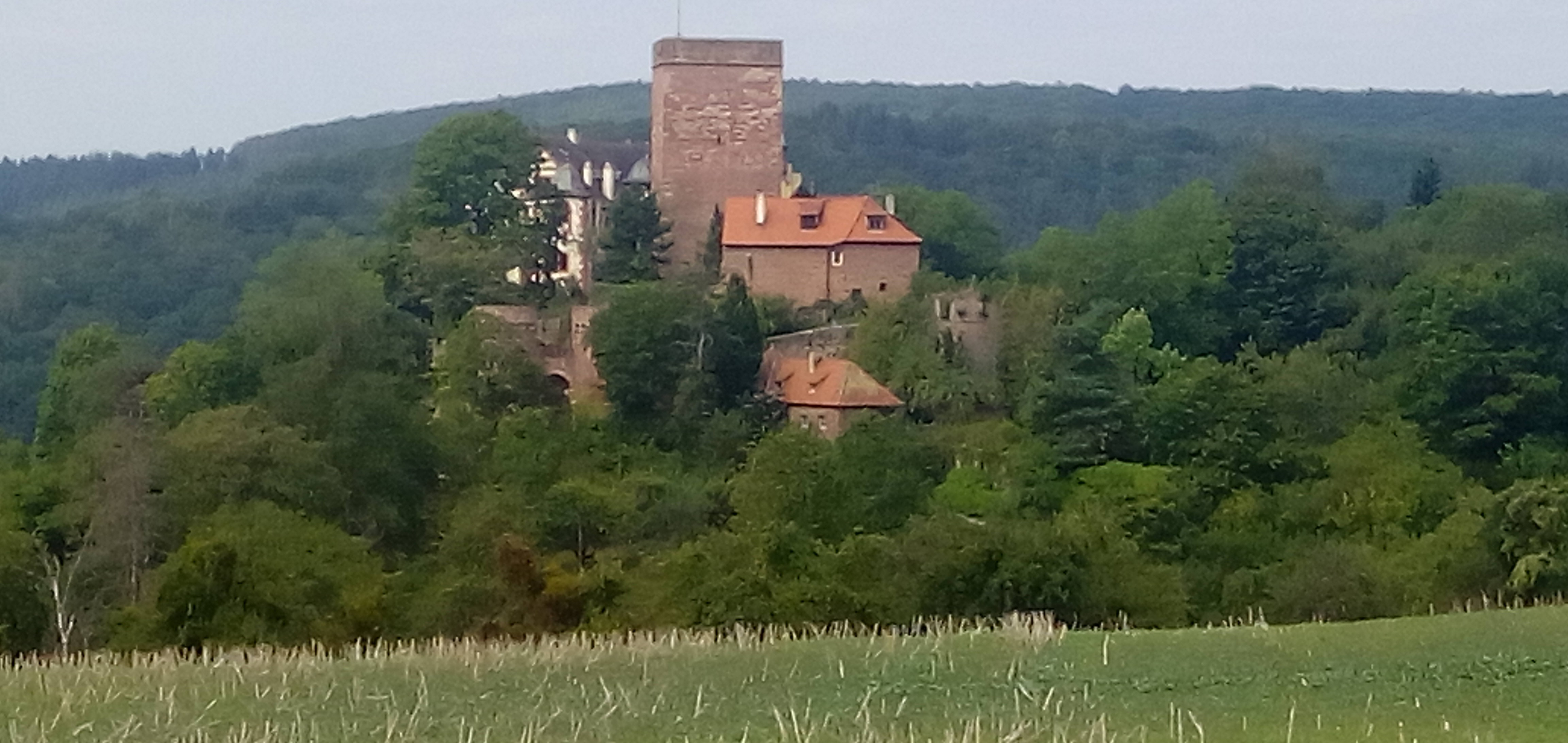
Burg Gamburg von Süden
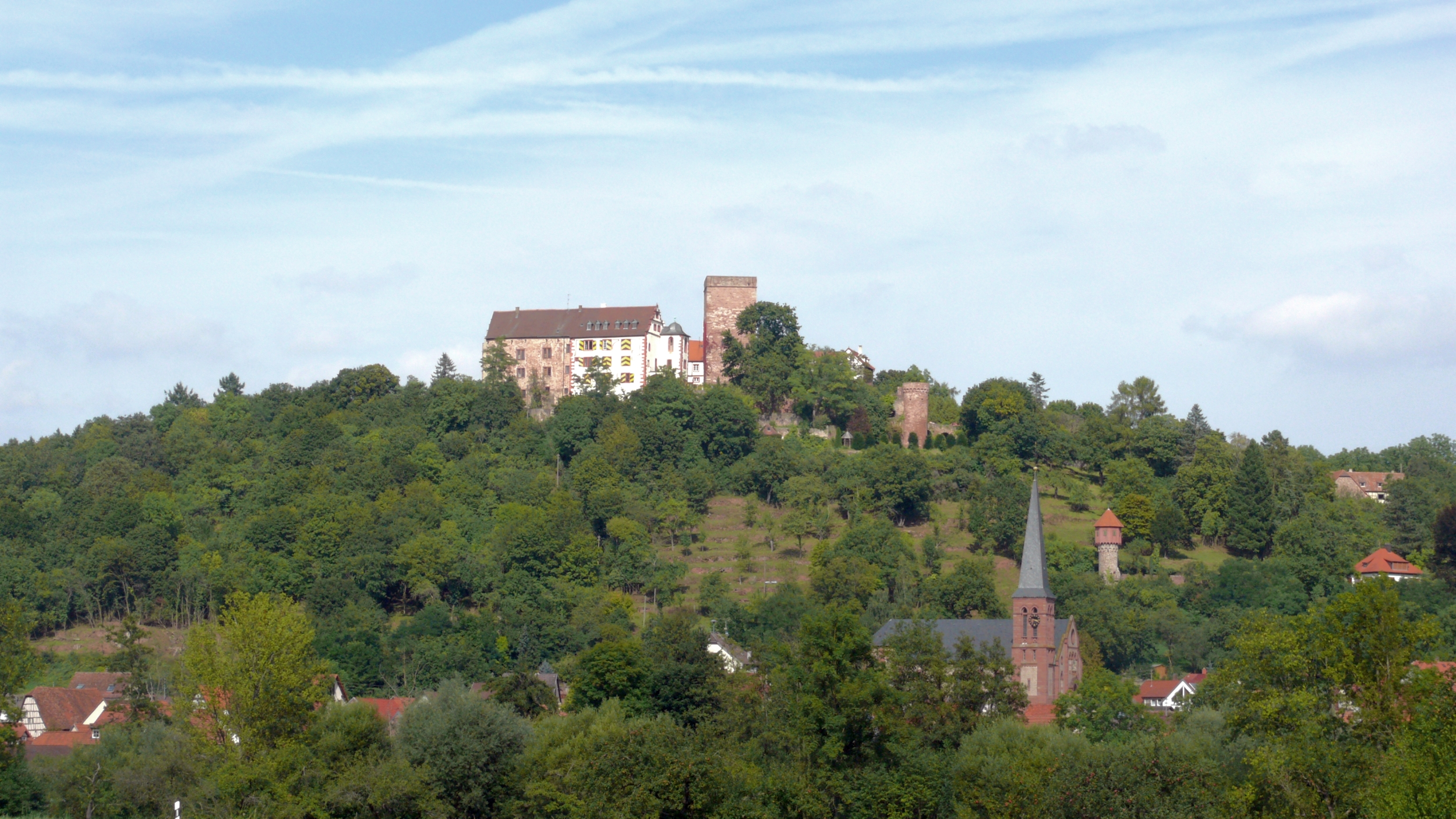
Blick auf gleichnamigen Ort und Burg

## Weiteres
- Joseph Archer Crowe verstarb 1896 auf der Burg.